# Radio Days (gruppo musicale)
I Radio Days sono un gruppo power pop italiano nato nel 2003 con alle spalle oltre 350 concerti tra Italia, Giappone, Svezia, Danimarca, Inghilterra, Spagna, Svizzera, Francia, Belgio, Austria, Germania, Ungheria e Repubblica Ceca.
Il loro suono si rifà al classico power pop, quello più vicino al punk rock di fine anni settanta, influenzati da artisti come Elvis Costello ed i Ramones di Pleasant Dreams.
Hanno diviso il palco con artisti come Paul Collins e con altre band internazionali come Green Day, Weezer, The Sonics, Mando Diao, Rakes, Marky Ramone, Rubinoos, Chixdiggit, M.O.T.O., Yum Yums, King Brothers, Kurt Baker, oltre che con alcune band della scena indipendente italiana come Mojomatics, The Peawees, Sick Rose, Lactis Fever e Bad Love Experience.
Hanno all'attivo la partecipazione a festival di rilievo internazionale tra cui il Firenze Rocks, il Purple Weekend a Leòn (ES), l'International Pop Overthrow allo storico Cavern Club di Liverpool (UK), Il Pump It Up di Londra (UK), il Fuengirola Pop Weekend di Fuengirola (ES) e il Festival Beat di Salsomaggiore Terme (IT).
La loro ultima uscita discografica è l'album Rave On!, uscito il 21 Maggio 2021 in LP per l'etichetta tedesca Screaming Apple Records e in CD per Ammonia Records / Rock Indiana Records per l'Europa, Sounds Rad Records per gli USA e Wizzard In Vinyl per il Giappone.

## Formazione
- Dario Persi - chitarra e voce
- Mattia Baretta - basso e cori
- Paco Orsi - batteria

## Discografia
Album studio 
- 2006 - Radio Days (CD - Goodwill Records)
- 2010 - C'est la vie (CD - Tannen Records / Insubordination Records, LP - Surfin'Ki Records)
- 2013 - Get Some Action (CD - Rock Indiana Records, LP - Surfin'Ki Records / Torreznetes Records)
- 2016 - Back in the Day (CD - Rock Indiana Records, LP - Surfin'Ki Records)
- 2021 - Rave On! (CD - Ammonia Records / Rock Indiana Records / Wizzard In Vinyl, LP - Screaming Apple Records)

 Compilation 
- 2018 - Midnight Cemetery Rendezvous 10th Anniversary Edition Plus Singles Collection (LP Surfin'Ki Records)

 EP 
- 2008 - Midnight Cemetery Rendezvous (CD - Insubordination Records)
- 2018 - El Delfin y el Varano (7" - Clifford Records)

 Singoli 
- 2017 - I'm In Love With You Haruka (7" - Surfin Ki Records / Varano Records)
- 2020 - I Got a Love (7" - Snap!! Records)
- 2021 - Walk Alone (7" - Snap!! Records)

 Split 
- 2003 - Radio Days / Andy's Donutz (CD - coproduzione)
- 2007 - Hotlines / Radio Days (7" - Nothing To Prove Records)
- 2009 - Paul Collins Beat / Radio Days (7" - Surfin Ki Records)
- 2014 - Rubinoos / Radio Days (7" - Surfin Ki Records / CD - Rumble Records)
- 2021 - Psychotic Youth / Radio Days (7" - Snap!! Records)

 Video 
- 2008 - Don't Keep Me Waiting tratto da Midnight Cemetery Rendezvous (CD - Insubordination Records)
- 2011 - Sleep It Off tratto da C'est La Vie (CD - Tannen Records/Insubordination Records / Pop Out Records, LP - Surfin'Ki Records)
- 2013 - Get Some Action tratto da Get Some Action (CD - Rock Indiana Records / Pop Out Records, LP - Surfin'Ki Records / Torreznetes Records)
- 2013 - My Dreams On The Ground tratto da Get Some Action (CD - Rock Indiana Records / Pop Out Records, LP - Surfin'Ki Records / Torreznetes Records)
- 2017 - Out Of The Shade tratto da Back in the Day (CD - Rock Indiana Records / Pop Out Records, LP - Surfin'Ki Records)
- 2020 - I Got a Love tratto da Rave On! (CD - Ammonia Records / Rock Indiana Records / Wizzard In Vinyl, LP - Screaming Apple Records)
- 2021 - Till the End of the Night tratto da Rave On! (CD - Ammonia Records / Rock Indiana Records / Wizzard In Vinyl, LP - Screaming Apple Records)
- 2021 - Lose Control tratto da Rave On! (CD - Ammonia Records / Rock Indiana Records / Wizzard In Vinyl, LP - Screaming Apple Records)
- 2021 - What Is Life? tratto da Rave On! (CD - Ammonia Records / Rock Indiana Records / Wizzard In Vinyl, LP - Screaming Apple Records)